# Firza Andika
Firza Andika (sinh ngày 11 tháng 5 năm 1999) là một cầu thủ bóng đá người Indonesia thi đấu cho câu lạc bộ tại Liga 1 PSMS Medan và Đội tuyển bóng đá U-19 quốc gia Indonesia ở vị trí Hậu vệ.

## Sự nghiệp ban đầu
Anh bắt đầu theo đuổi bóng đá từ lúc 9 tuổi khi vào học trường bóng đá. Khi còn học lớp thứ hai của cấp trung học, anh đến West Sumatra để học tại Học viện Semen Padang Academy và tiếp tục học tập ở đó. Anh gia nhập U-19 quốc gia từ tuyển chọn của Học viện Semen Padang. Nhưng cuối cùng anh thoát.

## Sự nghiệp câu lạc bộ
Vào tháng 1 năm 2018, Firza ký hợp đồng với cá cầu thủ khác cho PSMS Medan.